# Shorea amplexicaulis
Shorea amplexicaulis är en tvåhjärtbladig växtart som beskrevs av Peter Shaw Ashton. Shorea amplexicaulis ingår i släktet Shorea och familjen Dipterocarpaceae. Inga underarter finns listade i Catalogue of Life.